# Gabriel Borgongino
Gabriel Borgongino (Rio de Janeiro, 11 de setembro de 1997) é um ator, diretor de cinema e empreendedor brasileiro.

## Carreira
Gabriel Borgongino começou sua trajetória profissional na TV Globo, interpretando "Gabriel Moraes" na novela Malhação: Seu Lugar no Mundo, "Moraes" foi um aluno engraçado e sem sorte com as garotas, estudante do primeiro ano do colégio público Leal Brazil. Posteriormente foi convidado para viver outros personagens em produtos da mesma emissora, tendo como principais trabalhos: "Rique" em A Força do Querer, no drama da baleia azul ao lado de "Yuri" (Drico Alves) e em Cara e Coragem com o personagem "Bil", um jovem hacker, chefe de uma equipe de investigação contratado por "Ítalo" (Paulo Lessa) para investigar "Danilo" (Ricardo Pereira) no mistério que envolve a morte de "Clarice" (Taís Araújo).
Gabriel teve o primeiro contato com a interpretação cênica no Teatro O Tablado em 2012, local por onde atuou em diversos espetáculos teatrais dirigidos por professores renomados como Cico Caseira, Viviana Rocha, Lincoln Vargas e Cacá Mourthé. Anos depois, em 2015, foi convidado para ser diretor assistente do professor Cico Caseira na mesma instituição, aceitou e esteve lá por 4 anos co-dirigindo atores em espetáculos e festivais de teatro.
Concluiu o ensino fundamental e médio no Colégio Santo Agostinho, no Rio de Janeiro, onde fez parte do grupo de teatro "CASA", dirigido pelo escritor Miguel M. Abrahão. Após concluído o ensino médio e prestando o ENEM, decidiu que queria se profissionalizar na direção para o audiovisual e concluiu sua graduação em Comunicação Social na Pontifícia Universidade Católica do Rio de Janeiro, com habilitação em Cinema, em 2023. 
Durante a faculdade, Gabriel trabalhou por 2 anos na GloboNews como Assistente de Produção e Administrativo, auxiliando repórteres, cinegrafistas, produtores e editores de reportagem. Esteve na equipe do Jornal GloboNews - Edição das 16h durante importantes coberturas, como no início e agravamento da Pandemia do COVID-19. Teve a chance de aprofundar seus conhecimentos de forma prática no jornalismo e audiovisual, além de aprender sobre processos e gestão de equipe.
Em 2020 decidiu que queria por em prática o que aprendeu sobre gestão e finanças e abriu seu primeiro negócio no mercado financeiro, fundando a Dream Bots, um serviço de automação de investimentos na B3. O negócio prosperou e é hoje acelerado pelas empresas Amazon e NVIDIA através dos programas AWS Activate e NVIDIA Inception. Além disso, Gabriel foi convidado pela XP Investimentos para ser embaixador de marca nas redes sociais, realizando publicidade de produtos de investimento. 
Paralelo ao mercado financeiro, Gabriel também fundou a sua produtora de cinema Criativo Produções, exercendo funções de diretor, roteirista e produtor executivo, se dedica na realização de cursos de formação para atores e produtos audiovisuais como o longa-metragem "Oh, Chuva!", rodado em 2022 com grande elenco e que se encontra em pós-produção. 

## Filmografia

### Televisão
| Ano     | Título                       | Personagem     | Nota                   |
| ------- | ---------------------------- | -------------- | ---------------------- |
| 2015–16 | Malhação: Seu Lugar no Mundo | Gabriel Moraes |                        |
| 2017    | Sol Nascente                 | Amigo de Hideo | Participação Especial  |
| 2017    | Como Será?                   | Armandinho     | Quadro: "Adolescentes" |
| 2017    | A Força do Querer            | Rique          |                        |
| 2018    | Onde Nascem os Fortes        | Estudante      | Participação Especial  |
| 2020    | Salve-se Quem Puder          | Vendedor       | Participação Especial  |
| 2022    | Cara e Coragem               | Bil            |                        |

### Cinema
| Ano  | Filme          | Personagem     | Notas                                       |
| ---- | -------------- | -------------- | ------------------------------------------- |
| 2014 | Despertar      | Músico         | curta-metragem                              |
| 2019 | Segunda Chance | Carlos Eduardo | curta-metragem; também diretor e roteirista |
| 2019 | Cinderela Pop  | Nerd           | longa-metragem                              |
| 2023 | Oh, Chuva!     | Repórter       | longa-metragem; também diretor e roteirista |
| 2023 | Entre Olhares  | Aluno          | curta-metragem; também diretor e roteirista |

### Teatro
| Ano  | Título             | Personagem |
| ---- | ------------------ | ---------- |
| 2013 | West Side Story    | Ice        |
| 2014 | Alta Sociedade     | Alfred     |
| 2016 | O Triunfo da Razão | Fausto     |
| 2017 | O Ateneu           | Jorge      |